# Líster Forján
Enrique Líster Forján (ur. 21 kwietnia 1907 w Ameneiro, La Coruña, zm. 8 grudnia 1994 w Madrycie) – hiszpański polityk i wojskowy, generał, uczestnik hiszpańskiej wojny domowej walczący po stronie republikańskiej. Współorganizator regularnej armii republikańskiej.

## Życiorys
Młodość spędził na Kubie. W 1925 roku powrócił do Hiszpanii, gdzie rozpoczął karierę polityczną i wojskową. Za udział w ruchu rewolucyjnym został przymusowo wygnany w 1931, kiedy została proklamowana Druga Republika Hiszpańska. Potem wziął udział w powstaniu na Kubie przeciwko dyktatorowi Gerardowi Machado. Następnie wyjechał do Związku Radzieckiego, gdzie w latach 1932-1935 studiował na Akademii Wojskowej im. Michaiła Frunzego w Moskwie. Po wybuchu wojny domowej w Hiszpanii opowiedział się po stronie republikańskiej. Od 1937 członek KC Komunistycznej Partii Hiszpanii.
Jako generał dywizji Republikańskiej Armii Ludowej, dowodził 11 Dywizją Piechoty. Pomagał przeprowadzić udany kontratak republikanów w bitwie pod Guadalajarą. W czasie bitwy nad Ebro dowodził V Korpusem Armijnym.
Po zakończeniu hiszpańskiej wojny domowej szukał schronienia w Moskwie. Następnie walczył w II wojnie światowej, m.in. w obronie Leningradu jako generał Armii Czerwonej.
18 lipca 1946 został odznaczony przez Krajową Radę Narodową Orderem Krzyża Grunwaldu II klasy.

## Ordery i odznaczenia
- Order Krzyża Grunwaldu (II klasy)